# Proctor (Vermont)
Proctor ist eine Town im Rutland County des Bundesstaats Vermont in den Vereinigten Staaten mit 1762 Einwohnern (laut Volkszählung des Jahres 2020). Sie entstand am 18. November 1886 als Ausgliederung aus den Towns Rutland und Pittsford. Zentrum ist die Siedlung Proctor. Auf dem Gebiet der Gemeinde lagen außerdem wichtige Marmorsteinbrüche, die aber inzwischen geschlossen wurden.

## Geografie

### Geografische Lage
Proctor liegt im zentralen im Rutland Countys. Umgeben von den Towns Rutland und West Rutland und nicht weit von Rutland City. Das Gebiet der Town erstreckt sich im langgestreckten, nord-südlich verlaufendem Tal des Otter Creeks, welcher zentral durch das Gebiet der Town in nördlicher Richtung fließt. In Proctor gibt es große Fundstellen hochwertigen Marmors. Im Norden der Town befindet sich der Proctor Town Forest.

### Nachbargemeinden
Alle Entfernungen sind als Luftlinien zwischen den offiziellen Koordinaten der Orte aus der Volkszählung 2010 angegeben.
- Norden: Pittsford, 2,5 km
- Osten: Rutland Town, 9,2 km
- Westen: West Rutland, 3,1 km

### Klima
Die mittlere Durchschnittstemperatur in Proctor liegt zwischen −7,2 °C (19 °Fahrenheit) im Januar und 20,6 °C (69 °Fahrenheit) im Juli. Damit ist der Ort gegenüber dem langjährigen Mittel der USA um etwa 9 Grad kühler. Die Schneefälle zwischen Mitte Oktober und Mitte Mai liegen mit mehr als zwei Metern etwa doppelt so hoch wie die mittlere Schneehöhe in den USA. Die tägliche Sonnenscheindauer liegt am unteren Rand des Wertespektrums der USA, zwischen September und Mitte Dezember sogar deutlich darunter.

## Geschichte

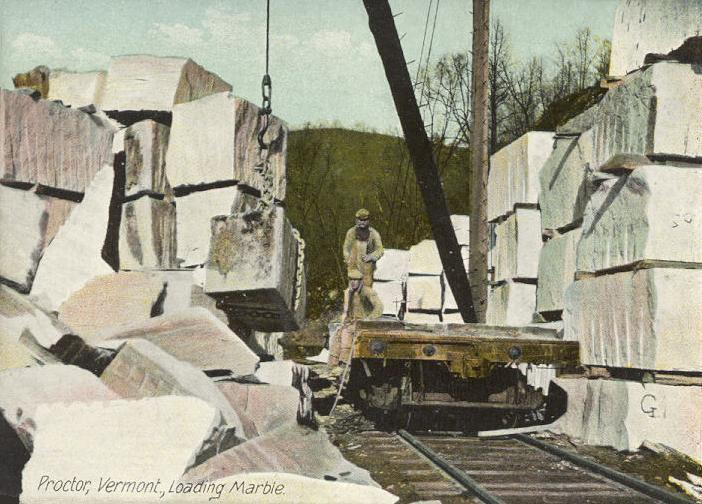
Marmorabbau in Proctor um 1908

Ende der 1830er Jahre wurden auf dem Gebiet der Town Rutland große Mengen hochwertigen Marmors nahe der Siedlung Sheffield Village gefunden, die rasch von einigen Firmen aufgeschlossen wurden. Allerdings fehlte es an einer geeigneten Transportgelegenheit. Aus diesem Grund wurde die 1842 projektierte und 1849 fertiggestellte Bahnstrecke Bellows Falls–Burlington über Rutland geführt. Marmor aus Rutland löste rasch den sehr viel teureren Marmor aus Carrara ab, der zunehmend schwierig zu gewinnen war. Die verschiedenen kleinen Steinbruchgesellschaften wurden 1880 durch die neugegründete Vermont Marble Company unter ihrem Präsidenten Redfield Proctor, einem Colonel des Bürgerkriegs und ehemaliger Gouverneur Vermonts, aufgekauft und zusammengefasst. Sutherland Falls wurde zwei Jahre später nach eben jenem Gouverneur in Proctor umbenannt. Bestrebungen, den Steinbruch und den Ort von Rutland unabhängig zu machen und zu einer eigenen town zu formen, führten 1886 zum Erfolg: die eigenständige town Proctor wurde zu gleichen Teilen aus Flächen der towns Rutland und Pittsford geformt; zeitgleich wurde West Rutland aus Rutland ausgegliedert und der zentrale Bahnhof, heute eine selbständige city, zu einer Gemeinde mit eigener Verwaltung aber ohne rechtliche Eigenständigkeit (village) ernannt. Zum besseren Anschluss der Steinbrüche an die Hauptstrecke in Rutland wurde durch die Vermont Marble Company am 10. September 1885 eine eigene Bahnlinie, die Bahnstrecke Hollister Quarry–Albertson, gegründet.
Der Marmor aus Proctor wurde zu einer sicheren Einnahmequelle, die auch die Weltwirtschaftskrise und die Folgen des Zweiten Weltkriegs überstand. Ab den 1970er Jahren waren die Steinbrüche dann zunehmend erschöpft und wurden in den 1980er und 1990er Jahren der Reihe nach geschlossen. Auch die Bahnlinie der Marble Company wurde 1988 weitestgehend stillgelegt. Heute stellt ein Marmor-Museum im zentralen Steinbruch von Proctor einen touristischen Anziehungspunkt dar.

### Religionen
Im Ort Proctor gibt es drei Kirchengemeinden: eine römisch-katholische, eine lutherische und die Proctor Union Church. Nur die lutherische Kirche ist ein Holzbau; die beiden anderen Kirchengebäude bestehen – natürlich – aus Marmor. Auch eine Marmorbrücke inmitten des Ortes stellt, wie die Kirchen, eine touristische Attraktion dar. Weiterhin bietet der Ort seinen Bewohnern eine Grundschule und eine High School sowie eine öffentliche Bibliothek.

### Einwohnerentwicklung
| Volkszählungsergebnisse – Town of Proctor, Vermont | Volkszählungsergebnisse – Town of Proctor, Vermont | Volkszählungsergebnisse – Town of Proctor, Vermont | Volkszählungsergebnisse – Town of Proctor, Vermont | Volkszählungsergebnisse – Town of Proctor, Vermont | Volkszählungsergebnisse – Town of Proctor, Vermont | Volkszählungsergebnisse – Town of Proctor, Vermont | Volkszählungsergebnisse – Town of Proctor, Vermont | Volkszählungsergebnisse – Town of Proctor, Vermont | Volkszählungsergebnisse – Town of Proctor, Vermont | Volkszählungsergebnisse – Town of Proctor, Vermont |
| Jahr                                               | 1800                                               | 1810                                               | 1820                                               | 1830                                               | 1840                                               | 1850                                               | 1860                                               | 1870                                               | 1880                                               | 1890                                               |
| -------------------------------------------------- | -------------------------------------------------- | -------------------------------------------------- | -------------------------------------------------- | -------------------------------------------------- | -------------------------------------------------- | -------------------------------------------------- | -------------------------------------------------- | -------------------------------------------------- | -------------------------------------------------- | -------------------------------------------------- |
| Einwohner                                          |                                                    |                                                    |                                                    |                                                    |                                                    |                                                    |                                                    |                                                    |                                                    | 1.758                                              |
| Jahr                                               | 1900                                               | 1910                                               | 1920                                               | 1930                                               | 1940                                               | 1950                                               | 1960                                               | 1970                                               | 1980                                               | 1990                                               |
| Einwohner                                          | 2.136                                              | 2.871                                              | 2.789                                              | 2.596                                              | 2.292                                              | 1.917                                              | 2.102                                              | 2.095                                              | 1.998                                              | 1.979                                              |
| Jahr                                               | 2000                                               | 2010                                               | 2020                                               | 2030                                               | 2040                                               | 2050                                               | 2060                                               | 2070                                               | 2080                                               | 2090                                               |
| Einwohner                                          | 1.877                                              | 1.741                                              | 1.762                                              |                                                    |                                                    |                                                    |                                                    |                                                    |                                                    |                                                    |

## Wirtschaft und Infrastruktur

### Verkehr
Die Vermont State Route 3 verläuft in nord-südlicher Richtung zentral durch die Town, von Pittsford nach Rutland und folgt dem Verlauf des Creek Rivers. Ebenfalls dem Verlauf folgend führt die Bahnstrecke Bellows Falls–Burlington durch die Town mit einem Bahnhof in Proctor, früher wurde dieser Sutherland Falls genannt. Die Bahnstrecke Hollister Quarry–Albertson verbindet die Marmorsteinbrüche mit den marmorverarbeitenden Industriebetrieben in Florence, Proctor und Rutland.

### Öffentliche Einrichtungen
In Proctor gibt es kein eigenes Krankenhaus. Das nächstgelegene Krankenhaus ist das Rutland Regional Medical Center in Rutland.

### Bildung
In Proctor befindet sich die Proctor Elementary School . Etwa 135 Kinder besuchen Klassen von Pre-Kindergarten bis zum 6. Schuljahr.
Die Proctor Jr.-Sr. High School bietet Klassen von der 7. bis zur 12. Klasse für Schülerinnen und Schüler aus Proctor und den umliegenden Towns Ira, Chittenden, Mendon und Rutland.

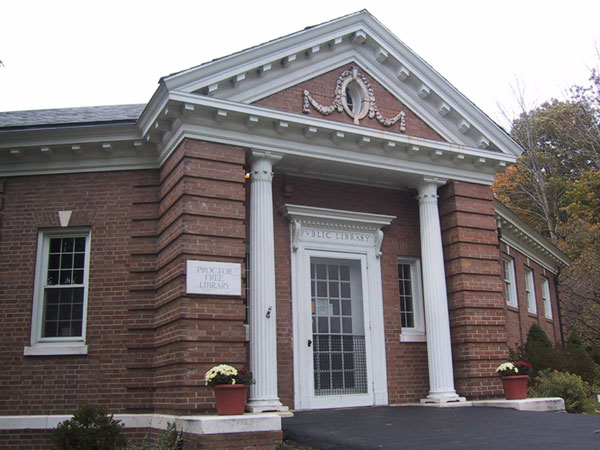
Proctor Free Library

Die Proctor Free Library wurde im Jahr 1881 von Redfield Proctor gegründet, als Proctor noch Sutherland Falls hieß. Zunächst war sie in einem Zimmer im Obergeschoss über dem Monumental Shop beheimatet. Redfield Proctor stiftete die ersten Bücher und stellte weitere Mittel zur Verfügung. 1891 zog die Bücherei in das Gebäude in dem sich auch die Gemeindebüros befanden. 1913 stiftete Emily Dutton Proctor, Witwe von Redfield Proctor das jetzige Büchereigebäude als Erinnerung an ihre Tochter Arabella Proctor Holden.

## Persönlichkeiten

### Söhne und Töchter der Stadt
- Redfield Proctor junior (1879–1957), Gouverneur von Vermont
- Mortimer R. Proctor (1889–1968), Gouverneur von Vermont
- Robert Francis Joyce (1896–1990), römisch-katholischer Bischof von Burlington
- Bernard Joseph Flanagan (1908–1998), römisch-katholischer Bischof von Worcester
- Ralph A. Foote (1923–2003), Vizegouverneur von Vermont

### Persönlichkeiten, die vor Ort gewirkt haben
- Fletcher D. Proctor (1860–1911), Gouverneur von Vermont
- Frank C. Partridge (1861–1943), Politiker
- Benjamin Williams (1876–1957), Vizegouverneur von Vermont